# Carbomyces longii
Carbomyces longii är en svampart som beskrevs av Gilkey 1954. Carbomyces longii ingår i släktet Carbomyces och familjen Carbomycetaceae.   Inga underarter finns listade i Catalogue of Life.